# Direttiva 97/66 CE
La direttiva 97/66 CE del 15 dicembre 1997 concerne il trattamento dei dati personali e la tutela della vita privata nel settore delle telecomunicazioni.
All'interno della direttiva spiccano due articoli in particolare: la delega agli Stati membri per la definizione di modalità di trattamento dei dati del tabulato (entro la scadenza del periodo per le contestazioni) e l'articolo in cui si afferma il diritto del chiamante all'anonimato (gratuito) e del chiamato a respingere in automatico chiamate anonime (ossia senza ricevere lo squillo al terminale telefonico).
La normativa italiana ha introdotto, fra varie altre modalità di trattamento, l'oscuramento delle ultime cifre in recepimento dell'articolo di delega del trattamento dei dati. Ha altresì introdotto l'anonimo chiamante e il blocco delle chiamate anonime in ricezione.